# Вулиця Карла Лібкнехта (Мінськ)
Вулиця Карла Лібкнехта (біл. Вуліца Карла Лібкнехта) — вулиця Мінська.

## Історія
1922 року стару вулицю Німецьку (Мала Лютеранська) в передмісті Плещанка, названо на честь діяча німецького і міжнародного робочого руху Карла Лібкнехта (1871—1919). Сформувалася вона в міру зростання міста, стару її частина від вул. М'ясникова до Німецького кладовища забудовано дерев'яними будинками наприкінці XIX ст. — на початку ХХ століть.

## Опис
Довжина — 2 км 190 м.
Двічі переривається: залізницею і вулицею Клари Цеткін.

## Фотографії

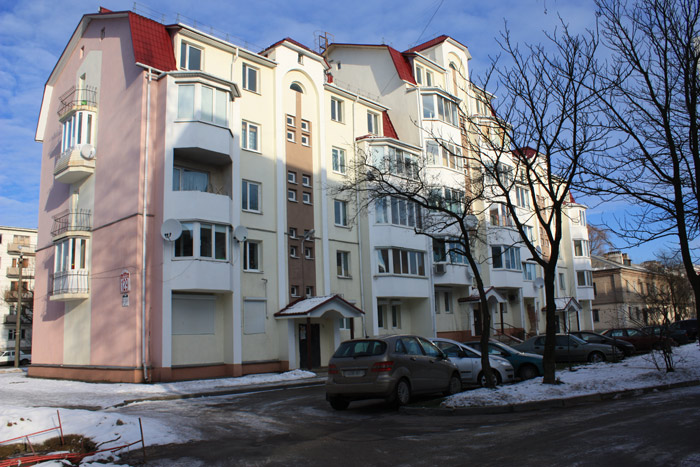
Новобудова на розі вулиці Лібкнехта і Карпова
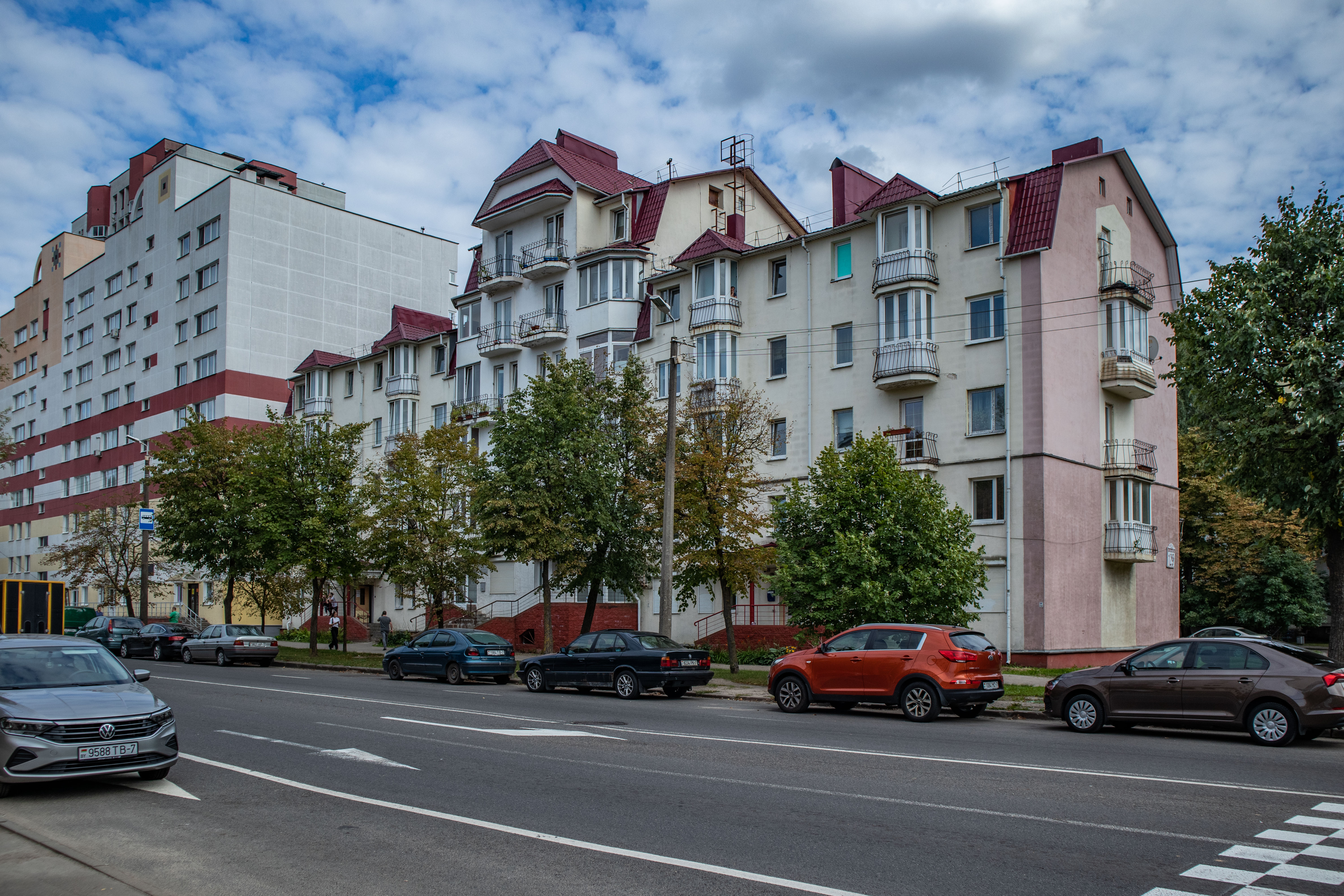
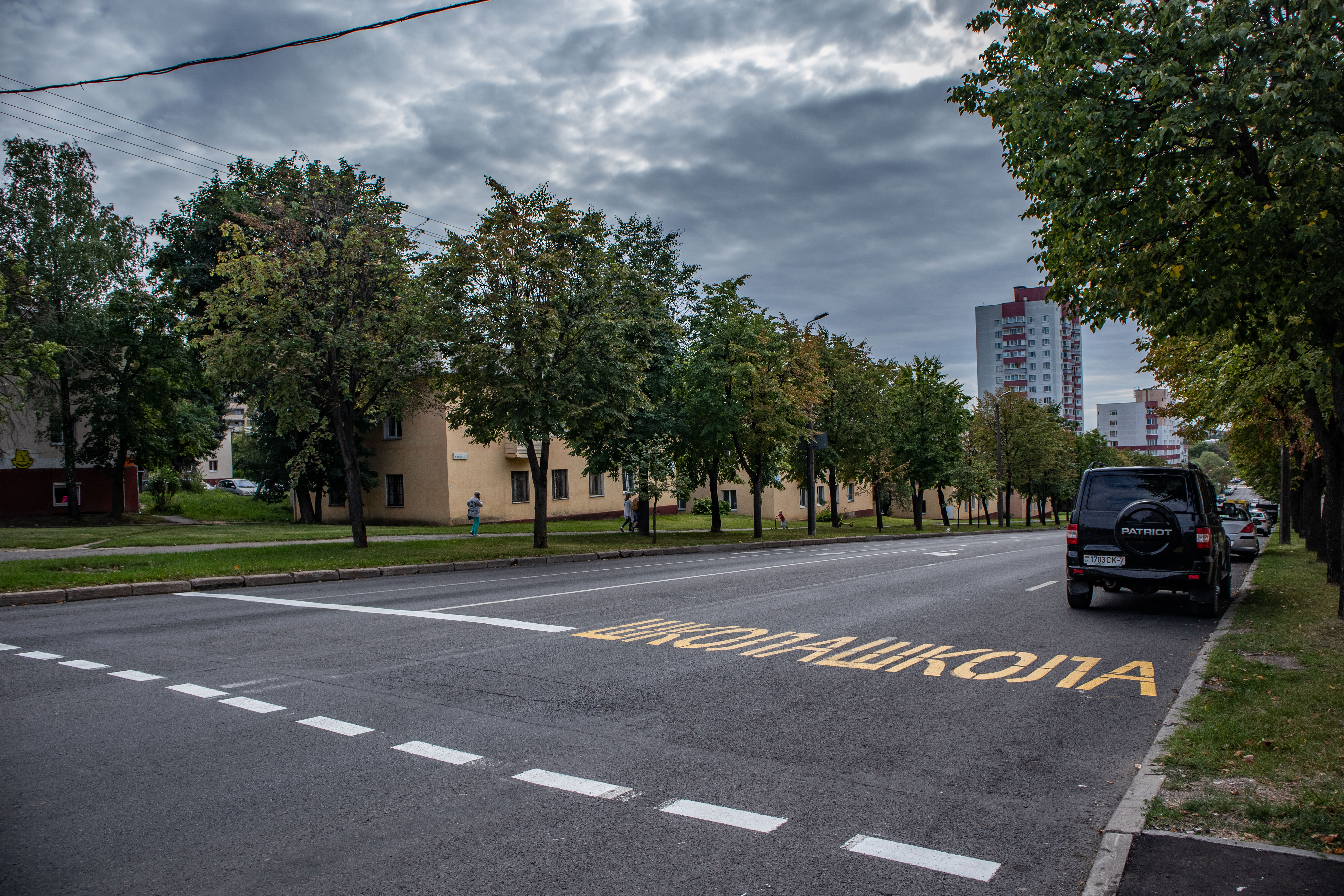
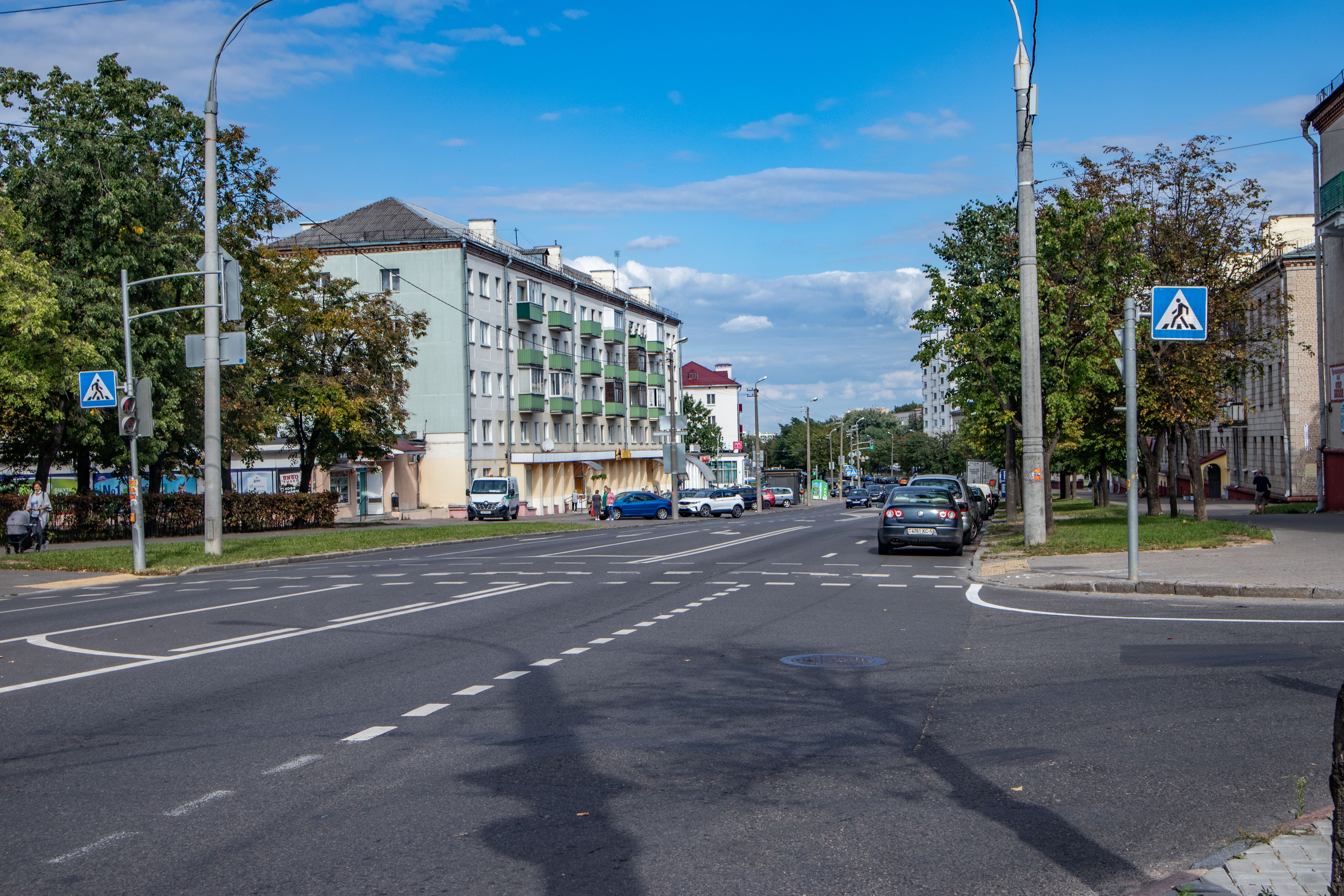